# (29150) 1988 RM5
(29150) 1988 RM5 est un astéroïde de la ceinture principale d'astéroïdes découvert en 1988.

## Description
(29150) 1988 RM5 a été découvert le 2 septembre 1988 à l'observatoire de La Silla, au Chili, par Henri Debehogne.

### Caractéristiques orbitales
L'orbite de cet astéroïde est caractérisée par un demi-grand axe de 2,61 ua, un périhélie de 2,35 ua, une excentricité de 0,10 et une inclinaison de 15,04° par rapport à l'écliptique. Du fait de ces caractéristiques, à savoir un demi-grand axe compris entre 2 et 3,2 ua et un périhélie supérieur à 1,666 ua, il est classé, selon la JPL Small-Body Database, comme objet de la ceinture principale d'astéroïdes.

### Caractéristiques physiques
(29150) 1988 RM5 a une magnitude absolue (H) de 13,6 et un albédo estimé à 0,321.